# Palazzo Caracciolo di Gioiosa
Der Palazzo Caracciolo di Gioiosa ist ein Palast aus dem 15. Jahrhundert im Viertel San Lorenzo von Neapel in der italienischen Region Kampanien. Er liegt in der Via dei Tribunali, 142, an der Piazza Riario Sforza.

## Geschichte und Beschreibung
Den Palast ließen die Caracciolos aus Gioiosa Ionica im 15. Jahrhundert erbauen und später wohnte dort die Familie Capece Minutolo. Heute ist das für Wohnzwecke genutzte Gebäude stark verfallen. Das bemerkenswerteste Detail an der Fassade ist das katalanische Eingangsportal, das dem des Ospedale della Pace und dem des Palazzo Penne ähnelt.